# Zakład Karny w Łupkowie

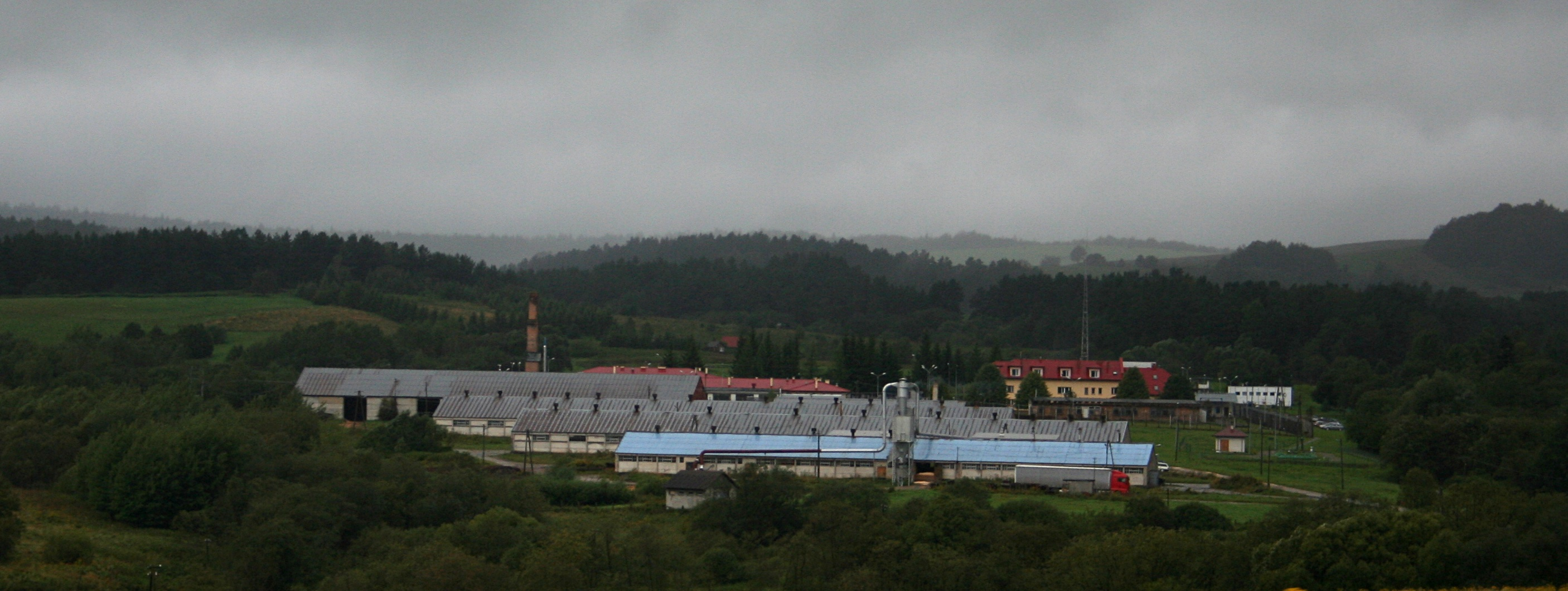
Zakład karny widziany z obwodnicy bieszczadzkiej

Zakład Karny w Łupkowie – zakład karny typu półotwartego dla dorosłych mężczyzn odbywających karę za przestępstwo umyślne, którzy już wcześniej odbywali takie kary (recydywiści), znajdujący się w Nowym Łupkowie w województwie podkarpackim.
Jest to zakład typu półotwartego. Liczy 6 pawilonów (6 oddziałów), a jego pojemność wynosi 579 miejsc, co w rozbiciu na poszczególne jednostki przedstawia się następująco: w ZK Łupków 262 miejsca, 3 pawilony mieszkalne; w Oddziale Zewnętrznym Moszczaniec 317 miejsc, 3 pawilony mieszkalne.

## Historia
Zakład Karny w Łupkowie powstał w 1968 roku na terenie przejętego gospodarstwa rolnego. Na początku był to oddział zewnętrzny Aresztu Śledczego w Sanoku, a 20 maja 1969 został przekształcony w Zakład Karny. W okresie stanu wojennego w zakładzie przebywały osoby internowane ze środowiska opozycji politycznej.